# Haus Asturien
Das Haus Asturien ist die Familie der Könige von Asturien. Das Königreich Asturien wurde 910 in drei Reiche aufgeteilt: Asturien, León und Galicien, die von den drei Söhnen des Königs Alfons III. regiert wurden. Die königliche Linie des Hauses Asturien starb 1037 mit König Bermudo III. aus.
Die Herrscher aus dem Haus Asturien betrachteten sich als Nachfolger der westgotischen Könige Hispaniens.

## Stammliste

### Von Alfons I. bis Alfons III.
1. Pedro, Herzog von Kantabrien
  1. Alfons I., genannt el Católico (der Katholische), 739/757 König von Asturien; ⚭ Ermesinda (Hermensinda), 746/48 bezeugt, Tochter des Königs Pelayo von Asturien (Stammliste der Westgotenkönige zu Toledo)
    1. Fruela I., * wohl 740, 757/768 König von Asturien, ermordet; ⚭ Munia
      1. Alfons II., genannt el Casto (der Keusche), * wohl 765, † 20. März 842, 791/842 König von Asturien;
⚭ NN, wohl Berta, Tochter von Pippin I., König von Aquitanien (Karolinger)
      2. Tochter; ⚭ Graf Nepociano, 842 (Titular-)König von Asturien

    2. Adosinda, 785 Nonne von San Juan de Pravia; ⚭ Silo, 773/783 König von Asturien, † 783
    3. (unehelich; Mutter unbekannt)  Mauregato, 783/788 König von Asturien

  2. Fruela, † wohl 765, Herzog von Kantabrien
    1. Aurelio, 768/773 König von Asturien
    2. Bermudo, genannt il Diacono, * wohl 750, † 797, 788/791 König von Asturien; ⚭ Usenda
      1. Ramiro I., * wohl 790, † 1. Februar 850, 842/850 König von Asturien;
⚭ I NN aus Galicien;
⚭ II 842 Paterna, Señora de Castilla (Herrin von Kastilien)
        1. (I) Ordoño I., * wohl 830, † 27. Mai 866, 850/866 König von Asturien; ⚭ Munia
          1. Alfons III. genannt el Magno (der Große), * 848, † 20. Dezember 910, 866/910 König von Asturien; ⚭ 869/870 Jimena Infantin von Navarra, † vor Juni 912, Tochter von García I. Iñiguez, König von Pamplona (Haus Jiménez) – Nachkommen siehe unten
          2. Bermudo, † nach 870; ⚭ Gontrada
          3. Fruela, † nach 870
          4. Munio, † nach 870
            1. Bermudo Núñez, † nach 956, 947 Conde de Cea; ⚭ Velasquita, wohl Tochter von Conde Vela Núñez
              1. Fernando Bermudez, † nach 978, 963 Conde; ⚭ Elvira
                1. Jimena Fernandez, † nach 1035; ⚭ vor 981 García II. (IV.) Sánchez, König von Navarra (Haus Jiménez)
                2. Gome Fernandez
                3. Oneca Fernandez
                4. Justa Fernandez; ⚭ Conde Flagin Munoz, † 998/1002
                5. Gotina Fernandez; ⚭ Pelayo Rodriguez

              2. Vela Bermudez, † um 27. März 976
                1. Argilo Velaz
                2. Bermudo Velaz, Conde, † vor 26. Januar 1028; ⚭ Elvira de Lugo

              3. Gonzalo Bermudez, 966 „armiger“ von Léon, 984/988 Conde de Luna; ⚭ Ildoncia Ramirez Infantin von León, Tochter von König Ramiro II.
                1. Tochter; ⚭ vor 986 Garcia Gomez Conde de Saldana

              4. Froiliuba Bermudez; ⚭ Conde Muno Flaginiz, † 962

          5. Odoario, † nach 870
          6. Leodegundis; ⚭ vor 858 García Íñiguez * wohl 810, † 882, 852/882 König von Pamplona (Haus Jiménez)

        2. Gatón, † vor 866, Conde de El Bierzo; ⚭ Egilo
          1. Bermudo Gatonez, Conde
          2. Savarico, 907/926 Bischof von Mondoñedo
          3. Hermesinda; ⚭ um 865 Conde Hermenegildo Gutierrez, † nach 912

        3.  ? (II) Rodrigo, † 4./5. Oktober 873, 852/872 Conde de Castilla
          1. Diego Rodriguez Porcelos, 873 bis wohl 885 Conde de Castilla
            1. Rodrigo Diaz „Abolmondar“; ⚭ Justa – Nachkommen
            2. Gonzalo Diaz
            3. Marello Diaz
            4. Diego Diaz, † vor 945
            5. Fernando Diaz, † wohl 923, Conde de Lantarón, 917/23 Conde de Castilla
            6. Gutina; ⚭ Fernando Núñez „Niger“, genannt el Castrosiero (Haus Kastilien)

    3. Tochter; ⚭ Lope

### Von Alfons III. bis Ramiro II.
1. Alfons III. genannt el Magno (der Große), * 848, † 20. Dezember 910, 866/910 König von Asturien; ⚭ 869/870 Jimena Infantin von Navarra, † vor Juni 912, Tochter von García I. Iñiguez, König von Pamplona (Haus Jiménez) – Vorfahren siehe oben
  1. García I., * wohl 871, † 19. Januar 914, 910/914 König von León; ⚭ Munia Domna, Tochter von Nuno Fernández Conde de Amaya y Castrojeriz (Haus Kastilien)
  2. Ordoño II., * wohl 873, † Januar 924, 914/924 König von Galicien und León;
⚭ I 890/900 Elvira Menedez, † September/Oktober 921, Tochter von Conde Hermenegildo und Hermesinda Gatonez (siehe oben);
⚭ II 922, verstoßen 922, Aragonta Gonzalez, Tochter von Conde Gonzalo Betotez und Teresa Eriz;
⚭ III März 923 Sancha Sanchez Infantin von Navarra, * nach 900, † Dezember 959, Tochter von Sancho I. Garcés, König von Navarra (Haus Jiménez), sie heiratete in zweiter Ehe um 924 Alvaro Herrameliz Conde de Alava, † wohl 931, und in dritter Ehe um 932 Fernán González, Conde de Castilla (Graf von Kastilien), † Juni 970 (Haus Kastilien)
    1. (I) Sancho Ordoñez, * wohl 895, † Juli/August 929, 924/929 König von Galicien; ⚭ vor 927 Goto Núñez, † nach 947, Tochter von Conde Nuno Gutierrez und Elvira Arias
    2. (I) Alfons IV., * wohl 899, † um August 933, genannt el Monje (der Mönch), 925/931 König von León; ⚭ 923 Oneca Infantin von Navarra, † nach Juni 931, Tochter von Sancho I. Garcés, König von Navarra (Haus Jiménez)
      1. Ordoño IV., genannt el Malo (der Böse), * wohl 926, † 962, 958/960 König von León; ⚭ 958 Urraca von Kastilien, † nach 1007 als Nonne, Tochter von Fernán González, Conde de Castilla  (Haus Kastilien), Witwe von Ordoño III., König von León (siehe unten), sie heiratete in dritter Ehe um 962 Sancho II. Abarca, König von Navarra, † Dezember 994 (Haus Jiménez)
      2. Alfonso, † klein

    3. (I) Ramiro II., * wohl 900, † 1. Januar 951, 931/951 König von León;
⚭ I um 925, verstoßen 930, Adosinda Gutierrez, Tochter von Conde Gutierre Osorez und Ildoncia Gutierrez;
⚭ II um 932 Urraca Infantin von Navarra, † 23. Juni 956, Tochter von Sancho I. Garcés, König von Navarra (Haus Jiménez) – Nachkommen siehe unten
    4. (I) Garcia, † wohl 934
    5. (I) Jimena, † wohl 935

  3. Fruela II., genannt el Leproso (der Aussätzige), * wohl 875, † Juli 925, 924/925 König von Asturien, León und Galicien;
⚭ I vor 911 Nunilo Ximena, † vor 922, wohl Tochter von Jimeno Garcés von Pamplona (Haus Jiménez);
⚭ II Urraca, getauft 924, Tochter von Abdallah Ibn Muhammad Wali von Tudela, Oberhaupt des Hauses Banu Qasi
    1. (I) Ordoño, † 932
    2. (I) Alfonso Froilaz, 952/932 (Titular-)König von León, König von Galicien, eingekerkert im Kloster Ruiforco
    3. (II) Ramiro, † 932
    4. (II) Eudo
    5. (II) Fortis, 974 Äbtissin in Lugo
    6. (II) Urraca; ⚭ vor 969 Aznar Purceliz, † nach 969

  4. Gonzalo, † wohl 920, Abt in Oviedo
  5. Bermudo, † vor 890
  6. Ramiro, † 31. März 928, (Titular-)König; ⚭ Urraca

### Von Ramiro II. bis Bermudo III.
1. Ramiro II., * wohl 900, † 1. Januar 951, 931/951 König von León;
 ⚭ I um 925, verstoßen 930, Adosinda Gutierrez, Tochter von Conde Gutierre Osorez und Ildoncia Gutierrez;
⚭ II um 932 Urraca Infantin von Navarra, † 23. Juni 956, Tochter von Sancho I. Garcés, König von Navarra (Haus Jiménez)
– Vorfahren siehe oben
  1. (I) Bermudo, * vor 930, † nach 941
  2. (I) Teresa; ⚭ vor 943 García I. (III.) Sánchez, König von Navarra, † 970 (Haus Jiménez)
  3. (I) Ordoño III., * wohl 926, † 30. August/13. November 955, 951/955 König von León;
⚭ 941 Urraca von Kastilien, † nach 1007 als Nonne, Tochter von Fernán González Graf von Kastilien  (Haus Kastilien), sie heiratete in zweiter Ehe 958 Ordoño IV., König von León, † 962 (siehe oben), und in dritter Ehe um 962 Sancho II. Abarca, König von Navarra, † Dezember 994 (Haus Jiménez)
    1. Ordoño, † klein
    2. Teresa, Nonne zu San Julián in León
    3. (unehelich) Bermudo II. genannt el Gotoso (der Gichtige), * wohl 953, † September 999, 985/999 König von Galicien und León (Mutter wohl Aragonta Pelaez, Tochter von Pelayo Gonzalez und Hermesinda Gutierrez);
⚭ I Velasquita Ramirez, † nach 1024, verstoßen 988, Tochter von Conde Ramiro (Ramiro Gonzalez oder Ramiro Menendez);
⚭ II 26./30. November 991 Elvira Garcia von Kastilien, 999/1007 Regentin von León, dann Nonne, † Dezember 1017, Tochter von García I. Fernández, Conde de Castilla (Haus Kastilien)
      1. (I) Cristina; ⚭ Ordoño Ramirez Infant von León, † vor 1020 (siehe unten)
      2. (II) Alfons V., * 996, X 7. August 1028, 999/1028 König von León;
⚭ I 1015 Elvira Menendez, † 2. Dezember 1022, Tochter von Conde Menendo González und Toda;
⚭ II 1023 Urraca Garcés Infantin von Navarra, Tochter von García II., König von Navarra (Haus Jiménez)
        1. (I) Bermudo III., * 1010, X 4. September 1037 in der Schlacht von Tamarón,  1028/37 König von León;
⚭ 1028 Jimena Sanchez von Kastilien, * 1012, † nach 1063 als Nonne in Vega, Tochter von Sancho García Conde de Castilla (Haus Kastilien)
          1. Alfonso, * und † 1030

        2. (I) Sancha, * 1013, † 7. November 1067; ⚭ November/Dezember 1032 Fernando I., Graf von Kastilien, König von Kastilien und León, † 27. Dezember 1065  (Haus Jiménez)
        3. (II) Jimena, ⚭ Conde Fernando Gundemariz

      3. (II) Teresa, * wohl 992, † 25. April 1039, Nonne zu San Pelayo in Oviedo; ⚭ 995 Abi Amîr al-Mansûr (Almansor), † 10. August 1002
      4. (II) Sancha, Nonne zu San Pelayo in Oviedo
      5. (unehelich, Mutter unbekannt) Ordoño Bermudez; ⚭ Fronilde Pelaez
      6. (unehelich, Mutter unbekannt) Pelaya, † nach 1006
      7. (unehelich, Mutter unbekannt) Elvira, † nach 1067

  4. (II) Sancho I. genannt el Gordo (der Dicke), * wohl 933, † ermordet Dezember 966, 955/958 und 960/966 König von Galicien und León;
⚭ 960 Teresa Ansurez, † nach 967, Tochter des Conde Ansur Fernández und Gontroda
    1. Ramiro III. Flavio, 966/985 König von León; ⚭ vor Januar 979 Sancha Gomez, † nach 983 (ermordet?), Tochter von Gome Diaz Conde de Saldana und Munia Fernandez
      1. Ordoño Ramirez, † vor 1020; ⚭ Cristina Infantin von León, Tochter von Bermudo II., König von Léon (siehe oben)
        1. Alfonso Ordoñez, X 1057, Conde; ⚭ Fronilde
          1. Cristina Alfonso
          2. Anderquina Alfonso

        2. Ordoño Ordoñez; ⚭ NN aus Kastilien
          1. García Ordóñez, X 30. Mai 1108, Alférez von Kastilien, 1074 Conde de Nájera y Grañón;
⚭ I Urraca Infantin von Navarra, Tochter von García III. (V.), König von Navarra (Haus Jiménez);
⚭ II Eva Perez de Trava, Tochter von Pedro Froilaz Conde de Trava und Mayor de Urgell – Nachkommen: das Haus Aza
          2. Teresa Ordoñez; ⚭ Alvar Diaz de Oca, † 1111
          3. Argilo Ordoñez
          4. Urraca Ordoñez; ⚭ Sancho Sanchez, Señor de Erro y Tafalla, † 1120
          5. Rodrigo Ordoñez, Alférez 1080/87
          6. Diego Ordoñez

        3. Pelaya Ordoñez; ⚭ Vermudo Armentariz
        4. Eslonza Ordoñez; ⚭ Pelayo Froilaz, genannt el Diacono

    2. Urraca (Aurea), † nach 997; ⚭ Conde Nepociano Diaz

  5. (II) Elvira, * wohl 935, † wohl 986, 966/975 Regentin von León, Nonne zu San Salvador in León
  6.  ? Ildoncia Ramirez; ⚭ Gonzalo Bermudez, 966 „armiger“ von Léon, 984/988 Conde de Luna (siehe oben)